# Hands All Over (Soundgarden)
Hands All Over è un singolo del gruppo rock statunitense Soundgarden, pubblicato nel 1990 ed estratto dall'album Louder Than Love.
La canzone è stata scritta da Chris Cornell e Kim Thayil.

## Tracce
- CD/Vinile (USA)

1. Hands All Over (Chris Cornell, Kim Thayil) – 6:00
2. Come Together (John Lennon, Paul McCartney) – 5:52

- CD/10" (UK)

1. Hands All Over (Cornell, Thayil) – 6:00
2. Come Together (Lennon, McCartney) – 5:52
3. Heretic (Thayil, Hiro Yamamoto) – 3:48
4. Big Dumb Sex (Cornell) – 4:11

## Video
Il videoclip del brano è diretto da Kevin Kerslake.